# Baldwin, Michigan
Baldwin är administrativ huvudort i Lake County i den amerikanska delstaten Michigan. Orten har fått sitt namn efter politikern Henry P. Baldwin som var Michigans guvernör 1869–1873. Enligt 2010 års folkräkning hade Baldwin 1 208 invånare.